# Милинко Ђуровић
Милинко Ђуровић (Заград, код Никшића, 15. април 1910 — Београд, 3. децембар 1988) био је учесник Народноослободилачке борбе, генерал-пуковник ЈНА и народни херој Југославије.

## Биографија
Рођен је 15. априла 1910. године у селу Заград, код Никшића. Основну школу је завршио у родном селу, а гимназију у Никшићу. Потом је студирао на Правном факултету у Београду, где је дипломирао 1938. године.
Одмах по доласку на Београдски универзитет укључио се у студентски револуционарни покрет. У току студија био је дуго председник Опште студентске мензе и председник Економског одбора студената и члан Акционог одбора Студентских стручних удружења. Због своје активности у борби за студентска права, аутономију Универзитета као и боље услове студија сиромашних студената, брзо је дошао у ред најзапаженијих активиста Београдског универзитета. Због своје активности је 1936. године био је примљен у чланство Комунистичке партије Југославије (КПЈ). Такође његову активност је уочила и београдска полиција, па га је због учешћа у демонстрацијама на Универзитету више пута хапсила и прогањала.
Током 1937. године био је ангажован у Месном комитету КПЈ у Београду, где је у својству инструктора обилазио партијске ћелије састављене од радника и објашњавао им питања из теорије марксизма и праксе радничког покрета. Кад је 1938. године дипломирао, по партијском задатку је остао у Београду. Како би имао легалан статус у Београду, пријавио се као адвокатски приправник код једног адвоката, симпатизера КПЈ. Тада је био ангажован у раду с приватним намештеницима и у Удружењу адвокатских приправника, у коме је 1939. године формирана партијска ћелија, чији је секретар био све до хапшења 1940. године.
На почетку 1938. године биран је за секретара Рејонског комитета КПЈ Савски венац, а у пролеће 1939. године, на Месној конференцији, изабран је за члана Месног комитета КПЈ за Београд. На тој дужности остао је до хапшења, средином лета 1940. године. После четрдесетодневног затвора и полицијске истраге у београдском затвору „Главњача“ и петомесечног истражног судског затвора на Ади Циганлији, изведен је пред Државни суд за заштиту државе, али је услед недостака доказа био ослобођен. Као члан Месног комитета КПЈ за Београд, био је у руководству демонстрација од 14. децембра 1939. године. Учествовао је као делегат на Конгресу антифашистичке омладине Европе у Паризу, на коме је одржао Реферат „О социјалном положају студената, о њиховом организовању и борби за побољшање економског положаја“.
Године 1935. и 1938, у време парламентарних избора, политички је радио у Никшићком срезу, где је помагао у агитацији за Удружену опозицију. Учествовао је у организацији и руковођењу септембарских демонстрација у Никшићу, 1938. године, против Милана Стојадиновића, због тога је у одсуству био осуђен на месец дана затвора.
Почетак Априлског рата, 1941. године га је затекао у Београду. Истог дана, по одлуци КПЈ, с већом групом комуниста, пешке је кренуо према Авали. Све до Лазаревца безуспешно су се јављали војним командама за добровољце, али су били одбијани. После неколико дана, стигао је с десетак другова у Никшић, где га је затекла капитулација Југословенске војске.
После окупације Југославије, остао је у Црној Гори где се ставио на располагање Покрајинском комитету КПЈ за Црну Гору и Боку. По одлуци Покрајинског комитета био је упућен је у Никшићки срез, као инструктор у партијским и војно-политичким припремама оружаног устанка. Половином јуна 1941. године, био је упућен у Београд ради добијања упутстава за рад по линији Народне помоћи. У Београд је стигао 22. јуна, и повезао се са Светозаром Вукмановићем Темпом, од кога је, за ПК КПЈ за Црну Гору, добио два примерка Прогласа ЦК КПЈ од 22. јуна 1941. године.
Када су јула 1941. године при ПК КПЈ за Црну Гору формирани Окружни комитети, именован је за члана Окружног комитета КПЈ за Никшић, чија је територија обухватала Никшићки и Шавнички срез и западно подручје Бока которске. У току Тринаестојулског устанка радио је на стварању устаничких јединица које су за кратко време ослободиле читаву територију ОК КПЈ за Никшић, изузев уског приморског појаса, града Никшића и Вилуса.
После слома устанка и продора јаких окупаторских снага у Никшић, Шавник, Жабљак и Грахово, крајем јула 1941. године, радио је на спречавању панике међу устаничким снагама и међу народом. Ово је резултирало поновним покретањем оружане борбе током септембра, а већ у октобру је био формиран Дурмиторски партизански одред, за чијег је политичког комесара био именован Милинко. На Окружној изборној партијској конференцији КПЈ за Никшић, 15. октобра 1941. године, поднео је политички реферат. На тој конференцији је био изабран Окружни комитет од седам чланова, међу којима и Милинко. У току октобра и новембра 1941. године поново је била ослобођена скоро читава територија никшићког округа, осим уског приморског појаса, Грахова и Никшића. Бројно стање Дурмиторског одреда нагло је расло, па је био подељен на Никшићки и Дурмиторски одред. Милинко је тада постао политички комесар Никшићког партизанског одреда.
У јесен и зиму 1941/42. године јединице никшићког одреда су постигле велике успехе у борбама око Никшића, Грахова и у Боки которској. Одред је давао сталну помоћ суседним и другим јединицама у Црној Гори, а посебно оним у источној Херцеговини. Када је почела озбиљна криза на подручју Комског партизанског одреда, Милинко је као искусан војни и политички руководилац, постављен је за политичког комесара Ударног батаљона, прве партизанске ударне јединице у Црној Гори. Овај батаљон је, за неколико дана, енергичним дејствима очистио од четника територију Роваца и Прекобрда, и избио на Штавањ, на правцу Лијеве Ријеке. Почетком априла, враћен је на дужност политичког комесара Никшићког одреда, а крајем месеца постављен је за политичког комесара Дурмиторског одреда. На овој дужности остао је до повлачења партизанских снага с дурмиторског подручја и поново се вратио у Никшићки одред.
Када је јуна 1942. године формирана Пета црногорска бригада, кратко време је био заменик политичког комесара, а потом члан Политодела бригаде. У борбама на Тромеђи, и у време боравка Пете црногорске бригаде и Херцеговачког одреда у рејону доњег тока Сутјеске, радио је сређивању јединица и партијских организација бригаде. У време пробоја Пете црногорске бригаде, Херцеговачког одреда, болнице и збега од Врбнице до Прозора, дао је знатну помоћ Штабу бригаде и штабовима батаљона. Као политички комесар Оперативне групе батаљона, имао је значајну улогу у првом ослобођењу Фојнице, септембра 1942. године.
Почетком октобра 1942. године, с Блажом Јовановићем и групом од 14 партијских радника, ЦК КПЈ га је упутио на партијски рад у Црну Гору. До пролећа 1943. године, у изузетно тешким условима, радио је илегално на никшићком подручју, као члан ОК КПЈ за Никшић. Током Пете непријатељске офанзиве именован је за руководиоца Политодела Друге далматинске ударне бригаде. У јесен 1943. године именован је за руководиоца Политодела Друге пролетерске дивизије, а за њеног политичког комесара комесара јуна 1944. године. На овој дужности остао је до ослобођења Краљева. Тада је од ЦК КПЈ именован за инструктора Покрајинског комитета КПЈ за Србију. Када је половином јануара 1945. године почела балистичка побуна на Косову и Метохији, био је упућен тамо као делегат ЦК КПЈ. Када је убијен секретар Обласног комитета КПЈ за Косово и Метохију Миладин Поповић, Милинко је до Изборне конференције вршио дужност секретара Обласног комитета.
После рата, најпре је на дужности помоћника начелника Политичке управе ЈА, а од априла 1947. до 1949. политички комесар армије и Сарајевске војне области. Од 1949. до 1953. године заменик је начелника Главне политичке управе ЈА. Од 1955. до 1965. био је начелник је Војно-издавачког завода. Завршио је Вишу војну академију ЈНА. У чин генерал-пуковника унапређен је 1963, а пензионисан је 1965. године.
Био је члан Опуномоћства ЦК КПЈ за ЈНА од његовог оснивања до 1953. године. На Шестом и Седмом конгресу СКЈ биран је за члана Ревизионе комисије СКЈ.
Написао је више текстова и расправа с тематиком из НОР и о раду партијских организација. Био је уредник Зборника — Сутјеска, Четрдесет година КПЈ и Пета пролетерска. Два његова текста награђена су од Секретаријата за народну одбрану, а као уредник Зборника сећања Сутјеска награђен је од Савезног одбора СУБНОР Југославије. Од 1962. био је председник Редакције Историја Црне Горе. У два сазива Скупштине СР Црне Горе био је народни посланик.
Умро је 3. децембра 1988. године у Београду и сахрањен је у Алеји народних хероја на Новом гробљу.
Носилац је Партизанске споменице 1941. и других југословенских одликовања, међу којима су – Орден ратне заставе, Орден партизанске звезде са златном звездом и др. Орденом народног хероја је одликован 13. јула 1952. године.